# دستور جمهورية فايمار

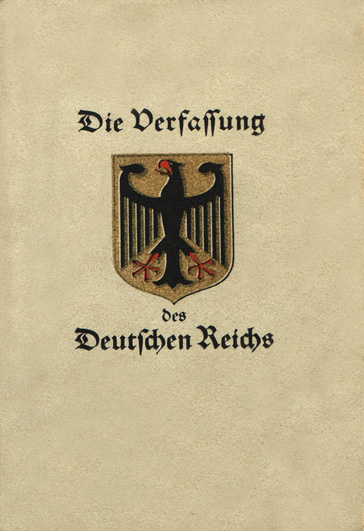
غلاف دستور الرايخ الألماني.

دستور جمهورية فايمار (بالألمانية: Weimarer Verfassung) (الاسم الرسمي:دستور الرايخ الألماني) (بالألمانية:Die Verfassung des Deutschen Reichs)، هي كتاب القانون الألماني التي تم اعتماده سنة 1919م في جمهورية فايمار، وذلك بعد انهيار الإمبراطورية الألمانية بسبب هزيمة الجيش الألماني في الحرب العالمية الأولى أو (الحرب العظمى)، وتشمل تطبيق القانون في الحدود الخارجية لألمانيا والتعليم والسياسة وغير ذلك، أنحلت دستور الفايمار سنة 1933م بعد تولي الفورهور أدولف هتلر الحكم، حيث أقتبست الدستور النازي من الدستور الفايمار بعض المواد، وأستمر الدستور النازي حتى سقوطها على يد قوات الحلفاء سنة 1945م.